# Environmental Performance Index
Environmental Performance Index (zkratka EPI, česky přibližně Index výkonnosti z hlediska životního prostředí) je způsob hodnocení států z hlediska celkové ohleduplnosti vůči životnímu prostředí. Tento index byl vyvinut na Univerzitě v Yale kde je také prováděno jeho vyhodnocování pro jednotlivé státy.
V letech 1999 až 2005 byla používána jiná metoda hodnocení jejímž výsledkem byl tzv. Index udržitelnosti z hlediska životního prostředí Environmental Sustainability Index (ESI). První zkušební hodnocení podle metody EPI bylo provedeno roku 2006.
Pořadí pro rok 2008 bylo vyhlášeno na Světovém ekonomickém fóru ve Švýcarském Davosu 23. ledna 2008. Do hodnocení bylo zahrnuto 149 států; celková známka může dosáhnout nejvýše hodnoty 100, přičemž bodové hodnocení sestává z 25 kritérií rozdělených do několika kategorií:
- Vliv životního prostředí na zdraví

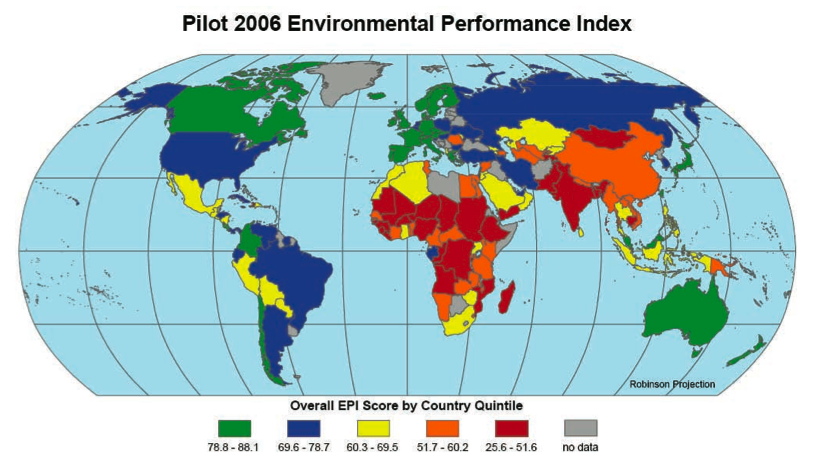
Rozložení EPI v roce 2006

- Znečištění vzduchu
- Voda
- Biodiverzita
- Přírodní zdroje
- Globální oteplování

| Prvních 30 států | Prvních 30 států   | Prvních 30 států | Prvních 30 států | Prvních 30 států |
| Pořadí           | Stát               | 2010             | 2008             | 2006             |
| ---------------- | ------------------ | ---------------- | ---------------- | ---------------- |
| 1                | Island             | 93,9             | 87,6             | 82,1             |
| 2                | Švýcarsko          | 89,1             | 95,5             | 81,4             |
| 3                | Kostarika          | 86,3             | 90,5             | 81,6             |
| 4                | Švédsko            | 86,0             | 93,1             | 87,8             |
| 5                | Norsko             | 81,1             | 93,1             | 80,2             |
| 6                | Mauricius          | 80,6             | 78,1             | -                |
| 7                | Francie            | 78,2             | 87,8             | 82,5             |
| 8                | Rakousko           | 78,1             | 89,4             | 85,2             |
| 9                | Kuba               | 78,1             | 80,7             | 75,3             |
| 10               | Kolumbie           | 76,8             | 88,3             | 80,4             |
| 11               | Malta              | 76,3             | -                | -                |
| 12               | Finsko             | 74,7             | 91,4             | 87,0             |
| 13               | Slovensko          | 74,5             | 86,0             | 79,1             |
| 14               | Spojené království | 74,4             | 86,3             | 85,6             |
| 15               | Nový Zéland        | 73,4             | 88,9             | 88,0             |
| 16               | Chile              | 73,3             | 83,4             | 78,9             |
| 17               | Německo            | 73,2             | 86,3             | 79,4             |
| 18               | Itálie             | 73,1             | 84,2             | 79,8             |
| 19               | Portugalsko        | 73,0             | 85,8             | 82,9             |
| 20               | Japonsko           | 72,5             | 84,5             | 81,9             |
| 21               | Lotyšsko           | 72,5             | 88,8             | -                |
| 22               | Česko              | 71,6             | 76,8             | 86,0             |
| 23               | Albánie            | 71,4             | 84,0             | 68,9             |
| 24               | Panama             | 71,4             | 83,1             | 76,5             |
| 25               | Španělsko          | 70,6             | 83,1             | 79,2             |
| 26               | Belize             | 69,9             | 71,7             | -                |
| 27               | Antigua a Barbuda  | 69,8             | -                | -                |
| 28               | Singapur           | 69,6             | -                | -                |
| 29               | Srbsko             | 69,4             | -                | -                |
| 30               | Ekvádor            | 69,3             | 84,4             | 75,5             |